# ذا دارك بيكشرز أنثولوجي
ذا دارك بيكشرز أنثولوجي (بالإنجليزية: The Dark Pictures Anthology)‏ هي سلسلة ألعاب فيديو رعب البقاء طورتها سوبرماسيف غيمز ونشرتها بانداي نامكو إنترتينمنت، صدرت أول لعبة وهي مان أف مايدن في 2019، ثم ليتل هوب في 2020 وثم هاوس أوف آشيس في 2021.

## الألعاب
من المقرر أن تتكون السلسلة من ثماني ألعاب، نُشر ثلاث منها. وستكون اللعبة التالية بمثابة نهاية «الموسم» الأول للمختارات.
- مان أف مايدن (2019)[1]
- ليتل هوب (2020)[3]
- هاوس أوف آشيس (2021)[4]

## القصة
السلسة ذات طابع الرعب، ويطلب من اللاعبين اتخاذ قرارات لشخصياتهم ومشاهدة نتائجها. تدعم الألعاب اللعب الجماعي التعاوني، حيث يتحكم كل لاعب في شخصية واحدة.

## ردود الفعل

### المبيعات
كانت لعبة مان أف مايدن ثالث أفضل لعبة مبيعًا في المملكة المتحدة، والأكثر مبيعًا في مناطق أوروبا والشرق الأوسط وإفريقيا ووصلت إلى مليون نسخة مباعة في جميع أنحاء العالم بعد عام على تخفيض السعر. استمرت سرعة المبيعات في الأسبوع الأول في المملكة المتحدة بنسبة 47٪ عما كانت عليه ليتل هوب. علق موقع غيمر نيتورك على أن هذا قد يكون جزئيًا بسبب وباء فيروس كورونا، مما أدى إلى قيام عدد أكبر من اللاعبين بشراء إصدارات رقمية من ألعاب الفيديو مقارنة بالسنوات السابقة.